# John Petersen
John Christian Petersen (Skopun, 1948. szeptember 8. – ?, 2018. szeptember 12.) feröeri politikus, a Fólkaflokkurin tagja.

## Pályafutása
1969-ben hajóépítői, 1974-ben gépészi végzettséget szerzett. 1965-1973-ig önálló hajóépítő mesterként dolgozott, majd 1975-től alkalmazottként folytatta a szakmában. 1985-1991 között a SEV igazgatótanácsának tagja volt.
1976-1992 között Skopun község tanácsának tagja volt. 1988-tól 1999-ig – miniszteri időszakait leszámítva – a Løgting tagja volt a sandoyi választókerületből. 1991-1993 között, illetve 1996-1998 között halászati miniszter volt.
1999-ben tíz hónapos börtönbüntetésre ítélték egy 17 éves lány ellen elkövetett nemi erőszak miatt.

## Magánélete
Szülei Olivia és Karl Petersen Skopunból. Felesége Ragnhild Arnóra szül. Jensen Sørvágurból. Skopunban élt.

### Külső hivatkozások
- Profilja, Løgtingið 150 - Hátíðarrit, p. 336. (feröeri)